# NGC 778
NGC 778 (другие обозначения — UGC 1480, MCG 5-5-39, ZWG 503.69, PGC 7597) — линзообразная галактика (S0) в созвездии Треугольник.
Этот объект входит в число перечисленных в оригинальной редакции «Нового общего каталога».
Является сейфертовской галактикой или галактикой со вспышкой звёздообразования.